# Gray (Iowa)
Pour les articles homonymes, voir Gray.
Gray est une ville du comté d'Audubon, en Iowa, aux États-Unis. La ville est fondée par George Gray en 1881 et est nommée en son honneur,.

## Source de la traduction
- (en) Cet article est partiellement ou en totalité issu de l’article de Wikipédia en anglais intitulé « Gray, Iowa » (voir la liste des auteurs).